# Scopula ornataria
Scopula ornataria là một loài bướm đêm trong họ Geometridae.